# New funk
Il New funk è emerso nel 1999, il new funk ha mescolato il funk carioca con il dance-pop. Mentre i testi delle canzoni funkcarioca dell'epoca si concentravano sulle difficoltà delle favela, il new funk portava ritmi e testi incentrati sulla sensualità e sul divertimento. Il primo artista del genere ad avere ripercussioni nazionali è stato Bonde do Tigrão, che oltre ai tradizionali dj funk e MC, ha anche stabilito la necessità di ballerini e coreografie per le canzoni.